# Branche Campbell de la Petite Rivière Noire
Pour les articles homonymes, voir Campbell et rivière Campbell.
La branche Campbell de la Petite Rivière Noire est une petite rivière traversant le Bas-Saint-Laurent au Sud du Québec (Canada) et le Nord du Maine (États-Unis).
La branche Campbell de la Petite Rivière Noire est un affluent de la rivière Noire (fleuve Saint-Jean) laquelle coule de l'est, et traverse dans le sens sud-est la province de Nouveau-Brunswick jusqu'à la rive nord de la baie de Fundy. Cette dernière est ouverte au sud-ouest sur l'océan Atlantique.

## Géographie
Depuis sa source, située dans le territoire non organisé de Picard, dans la municipalité régionale de comté (MRC) de Kamouraska, dans la province de Québec, la rivière coule sur 2,4 km vers le sud-est jusqu'à la frontière entre le Canada et les États-Unis. Puis le cours de la rivière traverse le canton no 18, rang 13, Wels, dans le Maine.
À partir de la frontière canado-américaine, cette rivière coule sur 20,4 km vers l'est, forme une boucle orientée vers le sud, puis s'oriente vers le nord-est pour aller se déverser dans la rivière Noire (fleuve Saint-Jean). Le cours de la rivière coule :
- 4,3 km vers l'est, puis vers le sud-est, jusqu'à un ruisseau (venant du nord) ;
- 2,9 km vers le sud, puis vers l'est, jusqu'à la décharge d'un lac (venant du sud-ouest) ;
- 10,8 km vers le nord-est jusqu'à la confluence de la rivière[2].

La branche Campbell de la Petite Rivière Noire se jette sur la rive ouest dans un coude de la rivière Noire (désignée : Little Black River). Cette confluence est située à :
- 0,2 km en aval du ruisseau à l'Eau Claire.
- 23,4 km au nord-est de la confluence de la rivière Noire.